# Annette Solmell
Annette Maria Elisabeth Solmell (Norrköping, 1 de julio de 1959) es una jinete sueca que compitió en la modalidad de doma.
Ganó una medalla de bronce en el Campeonato Mundial de Doma de 1998 y una medalla de bronce en el Campeonato Europeo de Doma de 1997. Participó en los Juegos Olímpicos de Atlanta 1996, ocupando el quinto lugar en la prueba por equipos.

## Palmarés internacional
| Campeonato Mundial | Campeonato Mundial | Campeonato Mundial | Campeonato Mundial |
| Año                | Lugar              | Medalla            | Categoría          |
| ------------------ | ------------------ | ------------------ | ------------------ |
| 1998               | Roma (Italia)      | Medalla de bronce  | Por equipos        |
| Campeonato Europeo |                    |                    |                    |
| Año                | Lugar              | Medalla            | Categoría          |
| 1997               | Verden (Alemania)  | Medalla de bronce  | Por equipos        |